# Dermatodothis
Dermatodothis — рід грибів. Назва вперше опублікована 1914 року.

## Класифікація
До роду Dermatodothis відносять 9 видів:
- Dermatodothis buddlejae
- Dermatodothis buddleyae
- Dermatodothis euonymi
- Dermatodothis jahnii
- Dermatodothis japonica
- Dermatodothis javanica
- Dermatodothis quercicola
- Dermatodothis symploci
- Dermatodothis zeylanica